# Діофант (полководець)
Діофант (дав.-гр. Διόφαντος), син Асклепіодора - полководець понтійського царя Мітрідата VI Євпатора.
Син Асклепіодора з Синопи. У 110—109 до н.е. двічі посилався з військами в Крим і успішно відбив натиск скіфів та їх союзників (серед яких були і роксолани), які прагнули під проводом Палака, сина Скілура, захопити Херсонес. Під час перебування Діофанта в Пантікапеї з дипломатичною місією, там спалахнуло повстання скіфів під проводом Савмака. Діофант вдалося втекти в Херсонес. Навесні 107 до н.е. здійснив 3-й похід з Понту до Криму для придушення повстання на Боспорі, опанував східним Кримом і розгромив повстанців.